# Egira ambigua
Egira ambigua là một loài bướm đêm trong họ Noctuidae.